# Праља (Бакау)
Праља (рум. Pralea) насеље је у Румунији у округу Бакау у општини Кајуци. Oпштина се налази на надморској висини од 345 m.

## Становништво
Према подацима из 2002. године у насељу је живело 894 становника, од којих су сви румунске националности.